# WINS (AM)
WINS（1010 kHz）は、アメリカ・ニューヨーク州ニューヨークで認可されたオーダシーが所有する商用AMラジオ局。「1010 WINS」として知られるオールニュース形式が特徴で、コールサインは音声的に「wins（ウィンズ）」と発音される。スタジオは、ロウアー・マンハッタンのハドソン・スクエア地区にある統合型オーダシー施設内にあり、送信所はニュージャージー州リンドハーストにある。
1965年4月19日に前の所有者であるウェスティングハウス・ブロードキャスティングの下でこの形式を採用した、アメリカで最も古い継続的に運用されているオールニュース放送局であり、WCBS（880 AM）と共にオーダシーが所有するニューヨーク市市場の2つのオールニュース放送局の1つである。WINSの夜間信号は、電離層スカイウェーブの伝搬を介して、北アメリカの東半分の多くに到達する。
かつてはHDラジオ（ハイブリッド）形式で放送されていた。2022年10月27日現在、WINS-FM（92.3 FM）でサイマル放送されている。

## 歴史
1924年に「WGBS」として950 kHzで放送を開始し、スタジオはヘラルド・スクエア近くのギンベルズ・デパートメント・ストアにあった。コールサインはギンベル・ブラザーズ・ストア（Gimbel Brothers Store）のイニシャルである。1927年に860 kHzに、1928年に1180 kHzに、1929年に600 kHzにそれぞれ移行し、1931年に1180 kHzに戻った。1932年にウィリアム・ランドルフ・ハーストによって購入された。同年、1月15日より、ハーストの国際通信社（International News Service）に因んで名付けられた現在のコールサインを採用した。ギンベルズの所有ではなくなり、8番街のホテル・リンカーンに移転した。
1932年6月19日に、東58番街114番地のWINSビルディング（WINS Building）に移転した。
北アメリカ地域放送協定（NARBA）の一環として、1941年3月29日に周波数を1180 kHzから1000 kHzに変更し、1944年に再び1010 kHzに移行した。シンシナティに拠点を置くクロスリー・ブロードキャスティング・コーポレーションは、1945年にハーストから170万ドルで買収すると発表したが、クロスリーが1946年7月にWINSを支配するまでには1年以上かかった。
スポーツキャスターのメル・アレンは初期のディスクジョッキーで、1947年から午後のポピュラー音楽番組のホストを務めていた。

### ロックンロール（1953年～1965年）
クロスリーは、1953年にJ・エルロイ・マッカウのゴッサム・ブロードキャスティング・コーポレーション（Gotham Broadcasting Corporation）に450,000ドルでWINSを売却した。その後まもなく、ロックンロール音楽をフルタイムで再生するアメリカで最初の放送局の1つになった。1954年秋、アラン・フリードはWINSのディスクジョッキーとして雇われた。1958年、マレー「ザ・K」カウフマンがオールナイトDJとして参加し、自身の番組を『Swingin' Soiree』と名付けた。著名なスポーツブロードキャスターのレス・キーターは、1950年代にスポーツディレクターを務めていた。キーターはおそらく、WINSが1958年に、切断されたジャイアンツファンがチームと連絡を取り合うために実施したサンフランシスコ（旧ニューヨーク）ジャイアンツの野球の試合を再現したことで最もよく知られている。ジャイアンツは前年、ブルックリン・ドジャースと共に西に移動していた。
1950年代後半から1960年代前半にかけて、トップ40ラジオとして知られるようになったもののおかげで、特にラジオをどこにでも持ち運べる若者の間でトランジスタラジオが人気を博し、ロックンロールはジャンルとして確固たるものになった。ニューヨーク市では、WMCA（570 AM）、WMGM（1050 AM）、WABC（770 AM）、WINSの4つの放送局がこのカテゴリで戦った。WMCAは僅か5,000ワットだったが、文字盤の下端にあったため、その電力に対して予想されるよりも優れた放送範囲が得られ、他の3局は全て50,000ワットだったが、WABCだけが無指向性でクリアチャンネル放送局だった。これら3局のうち、WINSは最も指向性が高く（ニューヨーク市の内側の行政区を真っ直ぐに狙った）、ニュージャージー州郊外とジャージーショアへの信号は他のものよりも弱かった。
1962年、WMGMは以前のコールレター「WHN」の下でビューティフルミュージック形式を採用し、WINSはウェスティングハウス・エレクトリック・コーポレーションに買収された。WMCAは、WINSとWMGMがトップ40形式を離れた後、初期の成功を収めたが、1965年までにWABCがニューヨーク市の主要なトップ40の放送局になった。同年4月18日20:00頃、WINSはシャングリラスの「Out in the Streets」という曲でトップ40の競争から脱落した。

### 「All news. All the time.」（1965年～現在）

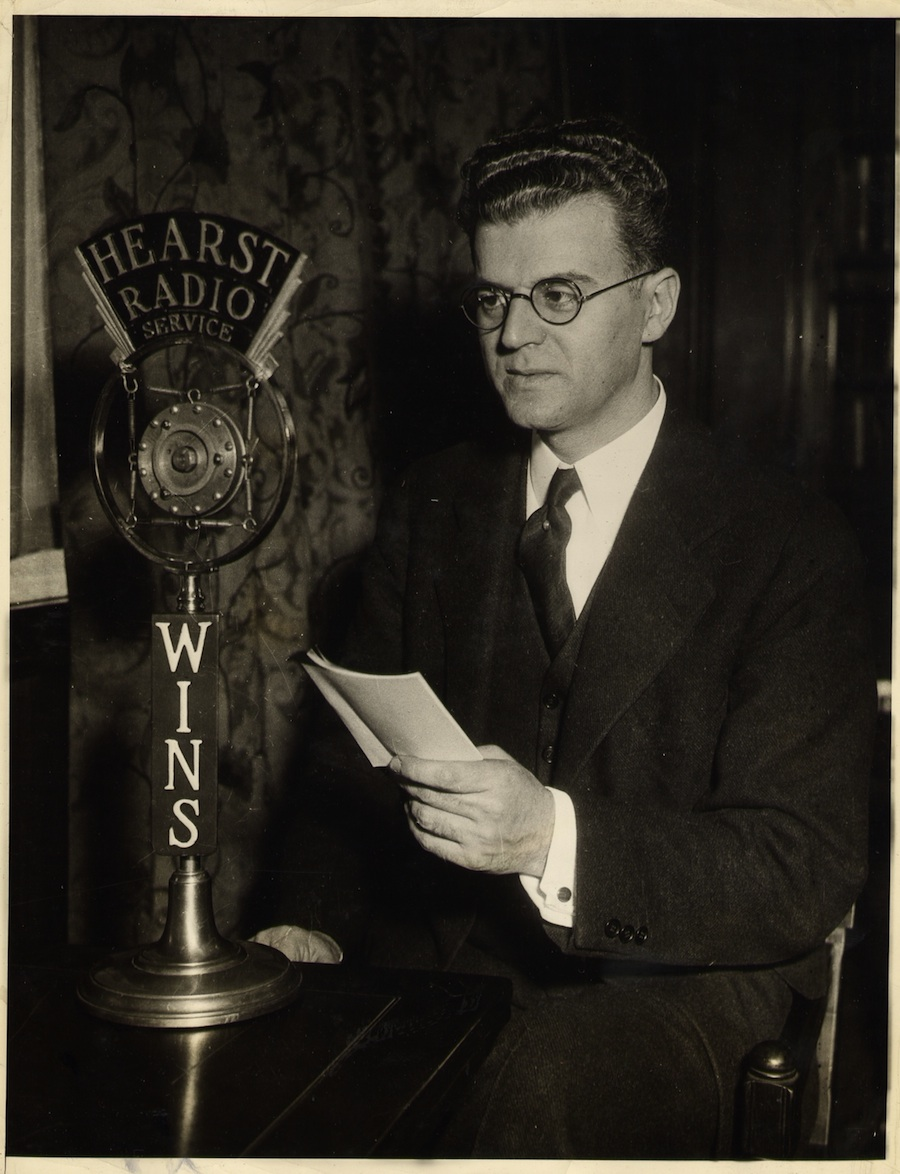
WINSのニュース記事を読むルイス・イスラエル・ニューマン、c. 1960年代

1965年4月19日、数週間にわたる憶測の後、その形式を根本的に変更した。これは、24時間体制で新しい形式を採用し、オールニュース番組編成を試みるアメリカで3番目のラジオ局となった。WINSはすぐにその形式のテンプレートを確立し、長年にわたり、ニュースワイヤーマシンの背後にあるライブマイクからのもので、簡単に識別できる独特のテレタイプサウンドをバックグラウンドで使用した。他の殆どのオールニュース放送局は後にこれを廃止したが、1980年代半ばまでにテレタイプマシンが時代遅れになったにもかかわらず、WINSはテレタイプ効果音を使用し続けた。テレタイプ効果音は、最終的に2010年代後半までに削除された。WINSは、「All news, all the time（全てのニュースをいつでも）」、「The newswatch never stops（ニュースウォッチは止まらない）」、「Listen two, three, four times a day（1日に2、3、4回聞いて）」、「You give us 22 minutes, we'll give you the world（あなたは私たちに22分を与える、私たちはあなたに世界を与える）」などの印象的なスローガンを使用した。後者のキャッチフレーズは、20分毎にトップストーリーに戻るWINSのフォーマットクロックへの言及だった。
WINSのオールニュースへの切り替えは、当初、危険な番組編成の選択と見なされていた。メキシコのティフアナに拠点を置く国境ブラスターのXETRAは、ロサンゼルスのラジオ市場向けに英語のオールニュース形式をプログラムし、シカゴの放送局WNUSや、以前はワシントンD.C.地域のWAVA AMとFMもプログラムしていた。地元では、WABC-FMが1962年から1963年にかけてのニューヨーク市の新聞ストライキの間、数週間にわたってニュース形式を放送した。他の試みはどれも成功せず、その結果、ラジオ業界の多くがWINSの急速な終焉を予測したが、ウェスティングハウス・ブロードキャスティングがこの形式をサポートし、最終的にそれで繁栄した。ウェスティングハウスは、1965年9月にフィラデルフィアのKYW、1968年3月にロサンゼルスのKFWBといった他の2つの放送局でも同様の形式変更を行った。WINS、KFWB、KYWは共に、プロトタイプのオールニュース放送局として機能し、3局全てが長年にわたってリスナーと広告収入の両方を引き付けることに成功した。
1995年、ウェスティングハウス・エレクトリックがCBSを買収したことにより、WINSはWCBSとの共同所有者になった。合併後、いずれかの放送局がオールニュース形式を廃止するだろうという最初の推測にもかかわらず、両方の放送局はそのままであり、広告売上の点でアメリカで最も成功したラジオ事業の1つである。2つの放送局には、独自の支配領域があり、WINSの聴取率はニューヨーク市内の方が優れているのに対し、WCBSのリスナーの強さは郊外の方が高く、これは主に信号がはるかに強いためである。番組編成の観点から見ると、様々なリスナーにアピールするために、様々なスタイル（ハードニュース、軽量で会話型）がある。ウェスティングハウスとCBSの合併以来、両方の放送局は聴取率と広告収入の両方で好成績を収め続けている。

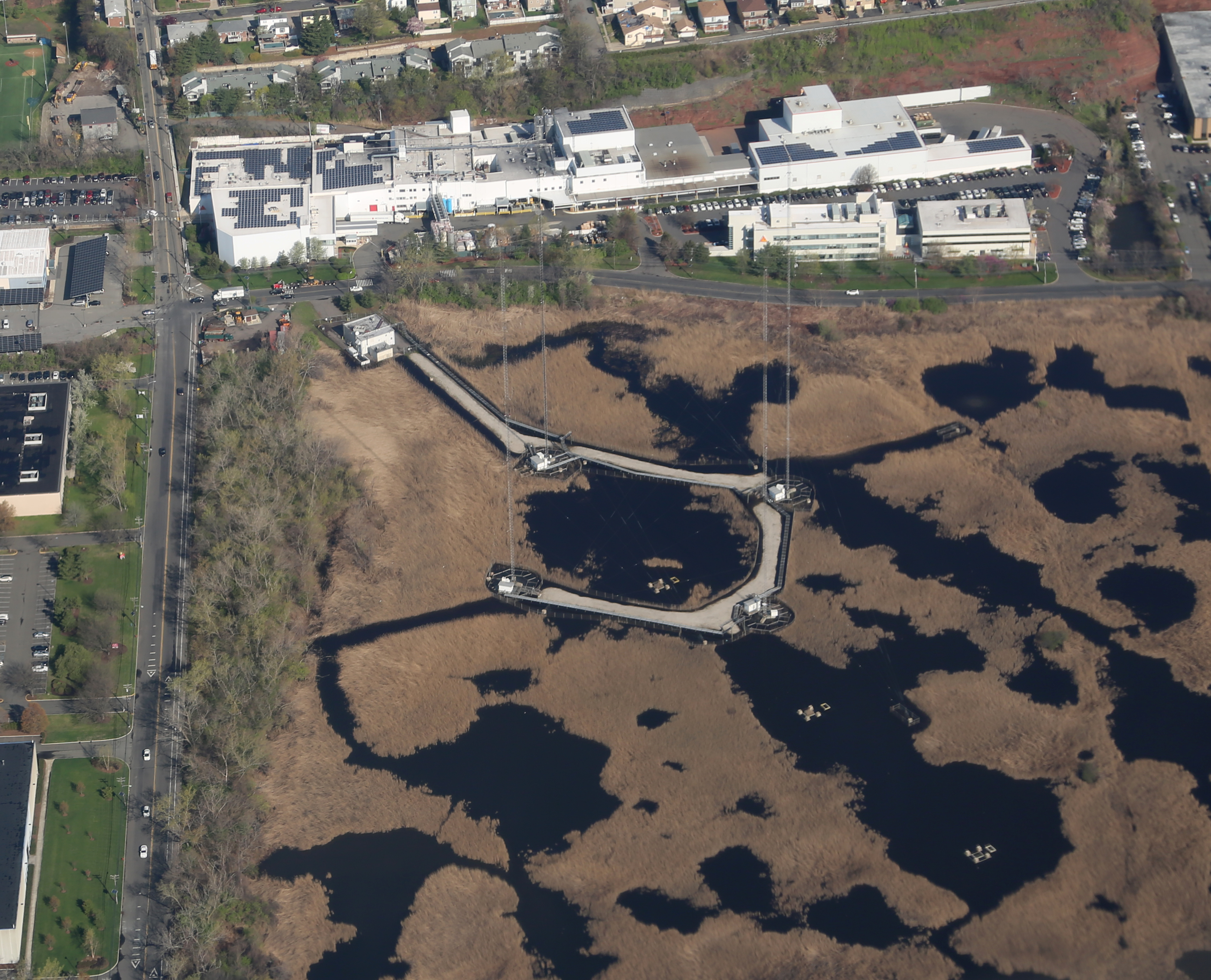
ニュージャージー州リンドハーストにある1010 WINSの送信所

同じ周波数で放送していたアーカンソー州リトルロックのKSYGを同社が買収した後、WINSの信号も1995年に改善され、放送が終了された。これにより、リトルロック方向の信号を「無効」にする必要がなくなった。ニュージャージー州リンドハーストにあるWINSの塔は、その周波数に最適なものよりも短かったため、より高い4つの塔に交換された。信号は、トロントのCFRB（それ自体がクラスA放送局）などの他の放送局を保護するために依然として指向性があるが、信号はもはやリトルロックを保護する必要はなかった。
CBSが所有していたにもかかわらず、WCBSがニューヨーク市のCBSラジオニュースの提携局であり続けているため、WINSはABCニュースラジオとの提携をずっと維持していた。2015年1月1日、ウェストウッド・ワンがABCニュースとの配信契約を終了した後、WINSはウェストウッド・ワン・ニュースとの二次提携を追加した。どちらのサービスからもニュース放送をクリアしないが、音声リポートとサウンドバイトを放送する。
2017年2月2日、CBSラジオは、WCBS-TVからWINSとWCBSラジオを完全に分離したエンターコム（Entercom、現：オーダシー）と合併すると発表した。合併は同年11月9日に承認され、11月17日に完了した。
2022年10月10日、オーダシーが姉妹局のWNYL（92.3 FM）を代替形式から同年10月27日からWINSのサイマル放送に切り替えることが発表され、同時に、SAG-AFTRA組合との合意に達した後、WINSとWCBSの別々のスタッフとニュースルームを統合することを計画していると発表した。サイマル放送の開始に伴い、WNEW-FMのHD3サブチャンネルでのWINSのサイマル放送は廃止された。

### 影響
CBSは、ウェスティングハウスのオールニュース方式を模倣しようとした最初の放送局だった。地元のニューヨーク市では、オールニュースを扱うWINSの成功により、CBSは1967年8月にWCBSで同様の変革を行うことに拍車をかけた。当初、WCBSはフルタイムでオールニュースを放送することはせず、深夜に他の番組を提供していたが、1970年までにWINSに加わり、オールニュースを24時間体制で放送した。WCBSからオールニュースへの変換が完了した後、CBSが直営する他の5つのAM放送局もこの形式を採用した。フィラデルフィアのWCAUとロサンゼルスのKNXは、KYWとKFWBと直接競合したが、結果は様々だった。
1975年、NBCラジオは「ニュース・アンド・インフォメーション・サービス（News and Information Service）」（NIS） ネットワークを使って全国的なオールニュースアプローチを試みたが、運用開始から僅か2年で1977年に閉鎖された。1970年代半ば、ウェスティングハウスの2番目のシカゴの放送局WINDは、CBS所有のオールニュースを扱うWBBMと競合しながら、この形式をパートタイムで放送した。WINDは成功せず、ウェスティングハウスは1985年にWINDを売却し、1988年にNBCからWMAQを買収した後、再試行したTemplate:Citation-needed。
2011年夏、ニューヨーク市は、WEMPの「FM News 101.9」で、FMダイヤルの3つ目のオールニュース放送局を獲得した。僅かな聴取率を受けて、形式は突然、3年前に周波数があったオルタナティヴ・ロック形式に戻った。2012年後半、マーリン・メディア有限責任会社（Merlin Media, LLC）はその周波数をCBSラジオに売却し、CBSラジオはWFANのFMサイマル放送に変え、WINSとWCBSの両方の姉妹局にした。
今日、ニューヨークのアウトレットはオーダシー所有の姉妹局として形式と共存している。2021年現在、オーダシーは、WINS、WCBS、WBBM、KNX、KYW、サンフランシスコのKCBS、デトロイトのWWJ、ダラスのKRLDなど、全米で8つのオールニュース放送局を運営している（ボストンのWBZは、2017年11月のCBSラジオのエンターコムとの合併により、FCCの所有制限と司法省からの懸念を満たすためにWBZがiHeartMediaにスピンオフすることを余儀なくされるまで、ウェスティングハウス/CBSのオールニュースアウトレットでもあった）。